# لاوینیا جانونی
لاوینیا جانونی (ایتالیایی: Lavinia Gianoni; ۳۱ ژانویهٔ ۱۹۱۱ – ۱ ژانویهٔ ۲۰۰۵) ژیمناست هنری زن اهل ایتالیا بود.